# United States Naval Ship

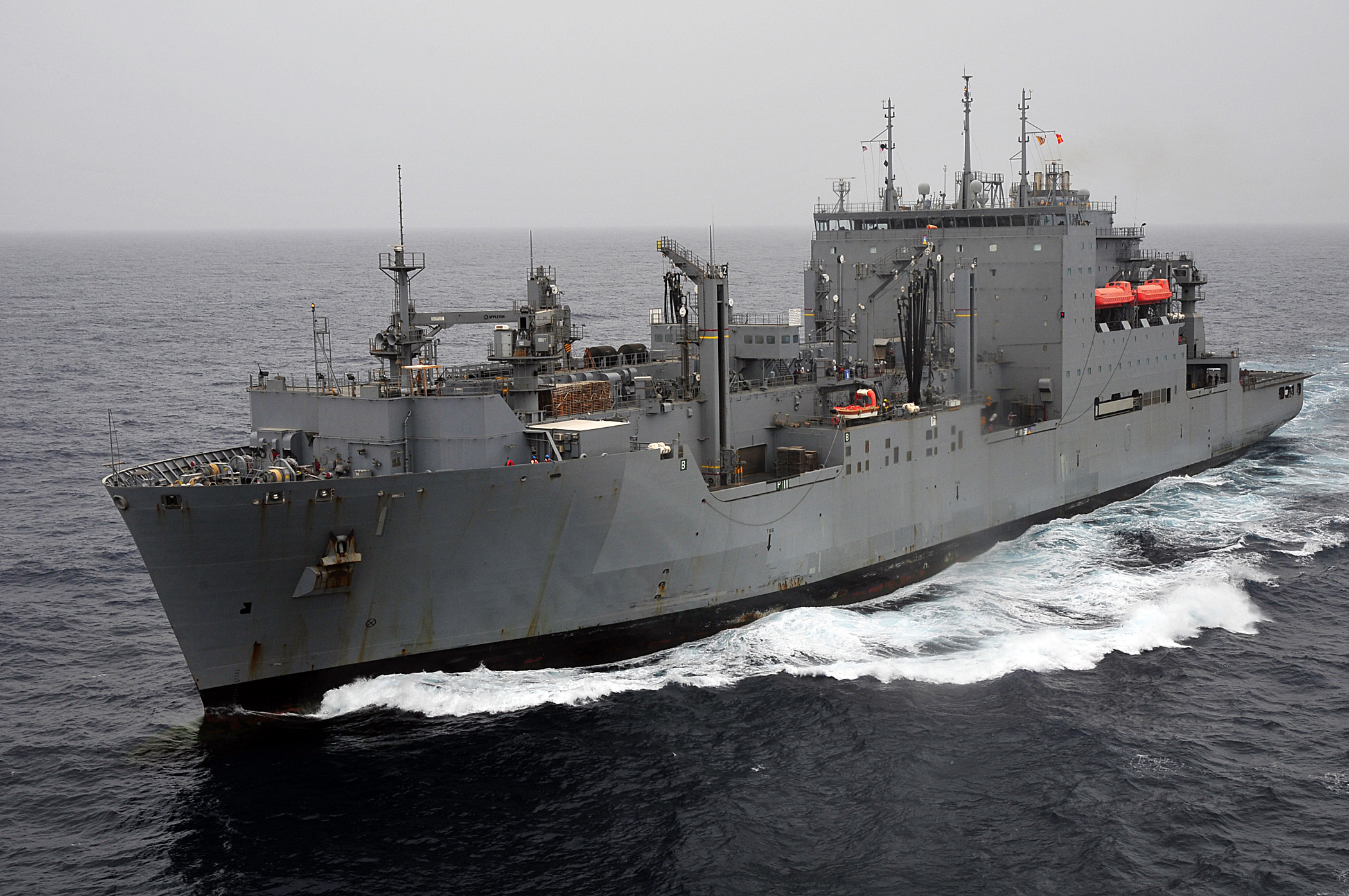
Okręt zaopatrzeniowy USNS "Lewis and Clark" (T-AKE-1) w drodze na Morzu Arabskim

United States Naval Ship lub USNS (pol. Okręt Marynarki Stanów Zjednoczonych) – oznaczenie jednostek pływających, które nie weszły oficjalnie do służby w US Navy, ale są w jej posiadaniu. Są to zwykle jednostki pomocnicze (np. okręty zaopatrzeniowe) będące w posiadaniu US Navy, którymi operuje Military Sealift Command. Ich załogi składają się głównie z cywili niż z personelu Marynarki. 
Jednostki US Navy, które oficjalnie weszły do służby, otrzymują oznaczenie USS i są obsadzane przez personel marynarki.